# Ochota
Die 393 km lange Ochota (russisch Охо́та) ist ein Zufluss des Ochotskischen Meeres im Fernen Osten Russlands.

## Geschichte
Im Bereich der Ochota-Mündung erreichten russische Kosaken während ihrer Expansion nach Osten in den 1640er Jahren erstmals die  Pazifikküste, errichten eine Siedlung und spätere Stadt, die sie nach dem Fluss Ochotsk benannten. Der Name ging in Folge auf das gesamte Randmeer des Pazifik über.

## Verlauf
Die Ochota entsteht in etwa 1280 m Höhe unweit des Hauptkamms des Suntar-Chajata-Gebirges, des südöstlichen und höchsten Teils des Werchojansker Gebirgssystems, im äußersten Norden der Region Chabarowsk unweit der Grenze zur Republik Sacha (Jakutien), aus den Quellbächen Linke Ochota (Lewaja Ochota) und Rechte Ochota (Prawaja Ochota). Beide sind etwa zehn Kilometer lang und entspringen in 1800 bis 2000 m Höhe in den Kammlagen des in diesem Bereich mit dem Berg Ulachan-Tschistai 2470 m Höhe erreichenden Gebirges.
Die Ochota durchquert das Gebirge zunächst als schnellfließender Gebirgsfluss in südlicher Richtung in einem engen, mit Ausnahme des äußersten Oberlaufes bewaldeten Tal. Später weitet sich das Tal zur Mittleren Ochota-Senke zwischen Judomagebirge in Westen sowie Kuchtuigebirge und dessen vorgelagerten Kämmen im Osten. Im Bereich der Einmündung des Nebenflusses Arka verengt sich das Tal nochmals, bevor es die Ebene nördlich des Ochotskischen Meeres erreicht. Im Mittel- und besonders im Unterlauf bildet die Ochota eine Vielzahl von Armen, die sich teilweise über eine Breite von mehreren Kilometern erstrecken.
Der Fluss mündet bei der Siedlung Nowoje Ustje („Neue Mündung“) zunächst in die gleichnamige Lagune Ochota und von dort in das Ochotskische Meer. Die Lagune ist mit der größeren Lagune des wenige Kilometer östlich mündenden Flusses Kuchtui verbunden; beide sind vom offenen Meer durch die Nehrung Tungusskaja kossa getrennt. Bereits 32 km oberhalb der Mündung der Ochota zweigt von ihr der linke Arm Chaibas ab, der oberhalb dessen Lagune in den Nachbarfluss Kuchtui mündet.
Die Ochota ist nahe der Mündung etwa 200 m breit und 1,5 m tief. Größte Nebenflüsse sind Dolnaja, Delkju-Ochotskaja, Gyrby und Arka, alle von rechts.

## Hydrographie
Das Einzugsgebiet der Ochota umfasst 19.100 km². Die mittlere Wasserführung in Mündungsnähe beträgt etwa 200 m³/s. Die Ochota gefriert zwischen Ende Oktober/Anfang November und Mai.

## Infrastruktur und Wirtschaft
Die Ochota ist im Unterlauf für kleinere Fahrzeuge schiffbar, aktuell jedoch nicht in der Liste der Binnenwasserstraßen Russlands verzeichnet.
Außerhalb des mündungsnahen Bereiches ist das von der Ochota durchflossene Gebiet nur sehr dünn besiedelt. Einziger Ort ist Arka nahe der Mündung des gleichnamigen Nebenflusses. Mehrere weitere Dörfer entlang des rechten Ufers des Unterlaufes wurden bereits vor Jahrzehnten aufgegeben. Jegliche Infrastruktur in Form ganzjährig befahrbarer Straßen fehlt daher fast völlig. Links des Flusses liegt etwa zehn Kilometer oberhalb der Ochota-Mündung der Flughafen der heutigen Siedlung städtischen Typs Ochotsk; diese selbst befindet sich etwa zehn Kilometer östlich noch jenseits des Kuchtui unmittelbar an der Meeresküste.

## Fischfauna
Der Fluss ist ein wichtiges Laichgewässer für verschiedene Arten pazifischer Lachse.